# Чуковская, Мария Корнеевна
Мари́я (Му́рочка) Корне́евна Чуко́вская (24 февраля 1920, Петроград — 10 ноября 1931, Алупка, Крым) — младшая дочь Корнея Чуковского и героиня его стихов и рассказов для детей.

## Биография
Родилась 24 февраля 1920 года.
По свидетельству Марины Чуковской, заболела туберкулёзом в конце 1929 года — почти одновременно с публикацией Корнеем Чуковским отречения от своих произведений в «Литературной газете». Писатель до самой своей кончины считал смертельную болезнь дочери возмездием. Болезнь развивалась стремительно: сначала заболела нога, потом глаз.

Всем существом своим противился Корней Иванович мыслям об её неизбежной гибели. Не верил. Не желал верить! То ему казалось, что врачи ошиблись. Бывает ведь так? То он понимал, что ребёнок гибнет. То, внушив себе, что она больна только временно, что она, несомненно, поправится, заставлял её учиться, задавал ей уроки, чтобы она не отстала от класса. То в полном отчаянии убегал из дома, не в силах выносить страдания ребёнка и горе Марии Борисовны.

Осенью 1930 года Марию Чуковскую повезли в Крым, в детский костно-туберкулёзный санаторий, основанный профессором А. А. Бобровым, которым на тот момент руководил П. В. Изергин. 

Доктор П. В. Изергин

Стихи Мурочки о санатории, записанные отцом. Позднее он включил их в книгу «От двух до пяти».
Я лежу сейчас в палате
Рядом с тумбой на кровати.
Окна белые блестят,
Кипарисы шелестят,
Ряд кроватей длинный, длинный…
Всюду пахнет медициной.
Сёстры в беленьких платках,
Доктор седенький в очках.
Летом 1931 года родители забрали дочь на съёмную квартиру. В августе ей, казалось, полегчало. В сентябре Марии снова стало хуже: «Старается быть весёлой — но надежды на выздоровление уже нет никакой». К середине октября Мурочке стало совсем плохо.
Вечером 10 ноября 1931 года Мария Чуковская умерла. Похоронена на старом Алупкинском кладбище.
Чуковский, борясь с горем, работал и написал рассказ «Бобровка на Саре» о детях-пациентах и врачах санатория в журнале «Новый мир».
В июле 1932 писатель писал в дневнике: «И вот уже тянется мутная гряда — Крым, где её могила. С тошнотою гляжу на этот омерзительный берег. И чуть я вступил на него, начались опять мои безмерные страдания. Могила. Страдания усугубляются апатией. Ничего не делаю, не думаю, не хочу. Живу в долг, без завтрашнего дня, живу в злобе, в мелочах, чувствую, что я не имею права быть таким пошлым и дрянненьким рядом с её могилой — но именно её смерть и сделала меня таким. Теперь только вижу, каким поэтичным, серьёзным и светлым я был благодаря ей. Всё это отлетело, и остался… да в сущности ничего не осталось»

### Могила
Могила считалась утраченной. Однако сообщество крымских некрополистов на основании последних записей Чуковского о похоронах ребёнка, где говорилось, что путь до кладбища не занял много времени и был проделан пешком, сделали вывод, что, скорее всего, Мария Чуковская была похоронена на старом кладбище Алупки. Могила была найдена недалеко от входа, рядом с дорогой к кладбищенскому храму. На могиле был установлен простой металлический крест, на котором от руки написано: «Мурочка Чуковская. 24/II-1920 — 10/11-1931».
3 ноября 2021 года благодаря стараниям  Ангелины Джебисашвили на могиле Марии Чуковской был установлен памятник в виде стопки книг, на обложке одной из них изображена Муха-Цокотуха, на корешке другой написано «Муркина книга». Памятник создал скульптор Евгений Козин. 